# Paul Vandenbulcke
Paul Vandenbulcke (Moeskroen, 1916 - 1974) was een Belgisch ontwerper van textiel en meubels.

## Levensloop
Paul Vandenbulcke werd in 1916 geboren te Moeskroen en studeerde in Tourcoing. Hij voltooide zijn opleiding aan de Academie des Beaux Arts in het Franse Roubaix. 
Zijn eerste professionele ervaringen waren als textielontwerper bij de firma Descheemaeker. In 1939 startte hij bij de Kortrijkse Kunstwerkstede Gebroeders De Coene op de afdeling binnenhuisarchitectuur. Vandenbulcke maakte toen ingekleurde kamertekeningen met daarin zijn ontwerpen. Meerdere van deze tekeningen zijn nog bewaard gebleven. Hij was ook een kunstschilder die het impressionisme genegen was. 
Vanaf 1952 stond hij mee aan de leiding van de tekenkamer van de meubelafdeling. Daar creërde hij onder meer stoelen, tafels en kasten. Dit waren veelal eiken modellen in art deco en naoorlogse modernistische stijl. Daarnaast ontwierp hij ook tafels en kasten in Japanse stijl, die vaak beschilderd werden door Albert Saverys. In de latere jaren kregen zijn ontwerpen minder Franse invloeden en meer Amerikaanse en Skandinavische. Kunstwerkstede De Coene was al van het begin aangesteld voor de totaalinrichting van het Gentse ACLVB-kantoor op de Koning Albertlaan 95. De firma zou dit tot begin jaren 70 blijven doen met heel wat bijdragen van Paul Vandenbulcke.
Tijdens de wereldtentoonstelling van 1958 in Brussel was Kunstwerkstede De Coene er aanwezig met haar meubels en de ontwerpen van Vandenbulcke. 
In de jaren 60 ontwierp hij zijn eigen huis in neo-Engelse stijl. De bouw van deze villa, in de Keizerstraat te Marke, begon in 1966. Hij verbleef er tot aan zijn overlijden. 
Vandenbulcke overleed in 1974 toen hij op de terugweg van een opdracht in het Franse Arras onwel werd. Hij had geen kinderen met zijn echtgenote Fernande Hage en dus werd hun villa in 2010 samen met de inboedel bestaande uit meubels van eigen ontwerp en zijn schilderijen, openbaar verkocht.

## Meubelen
Dit zijn enkele ontwerpen van Paul Vandenbulcke, die werden gemaakt door Kunstwerkstede De Coene:
De eerste twee stoelmodellen zijn voorzien van poten en armsteunen die scherpe hoeken maken en die voorzien werden van lederen zit- en rugbekleding verkrijgbaar in wit, rood, groen en blauw. 
- nr. 371, c. 1954: een eikenhouten stoel zonder armsteunen.
- nr. 367, c. 1954: een eikenhouten stoel met armsteunen.
- nr. 371. c. 1954: een eikenhouten stoel zonder armsteunen met pootdwarsteunen in de diepte (80 x 45 x 53 cm)
- tafel nr. 211: een open bijzettafel met 3 mahoniehouten niveau's en 4 metalen hoeksteunen, modernistisch en neoclassicistisch (65 x 42 x 47 cm)
- een art deco kast met beschilderde deurpanelen
- de Coene Credenza, 1958: een tweekleurige dressoir van kerst- en walnoothout met duidelijke invloeden van de Italiaan Giò Ponti die kort voor de wereldtentoonstelling van 1958 bij De Coene aanwezig was.
- een gelakte houten salontafel in Japanse stijl met wit beschilderd blad en licht gekrulde korte zijden (120 x 50 x 40 cm)